# Koga Michitada
Koga Michitada (久我通忠, também conhecido como Utaishō Koga, 1216 - 1251), foi um kuge (nobre da corte japonesa) do início do Período Kamakura da história do Japão. Foi o segundo filho de Michiteru, e foi o sétimo líder do ramo Koga do Clã Minamoto e no fim de sua carreira chegou ao posto civil de Dainagon e ao posto militar de Ukonoe no taisho (General da ala direita da guarda do palácio).

## Vida e Carreira
Michitada entrou para a corte em 1218, durante o reinado do Imperador Juntoku quando conseguiu o seu  Joshaku, ou seja, a promoção para Jugoi (funcionário da Corte de quinto escalão júnior). Em 1220 com o apoio de sua tia Shōmeimon'in (Minamoto no Zaishi, consorte do Imperador Aposentado Go-Toba e mãe do Imperador Tsuchimikado) sua classificação foi rapidamente promovida para Shōgoi (funcionário de quinto escalão pleno). E no final deste mesmo ano nomeado Jijū (moço de câmara).
Em 1225 no reinado do Imperador Go-Horikawa, Michitada foi nomeado Ushōshō (Sub-comandante da Ala Direita) do Konoefu (Guarda do Palácio). No ano seguinte recebe a classificação de Jushii (quarto escalão júnior), neste mesmo ano ocorre a morte de seu irmão mais velho Michihira e Michitada se torna líder do ramo Koga. Em 1227 Michitada foi promovido a Sachūjō (Comandante da ala esquerda da guarda do palácio). No ano seguinte concomitantemente foi nomeado Kaga kai (governador da Província de Kaga). 
Em 1232 no início do reinado do Imperador Shijo, foi nomeado Nakamiya gonsuke (Assistente da Imperatriz) de Kujō Genshi (esposa de Shijo)  e logo em seguida classificado como Shōshii (quarto escalão pleno). E no ano seguinte  classificado como Jusanmi (terceiro escalão junior) e alguns meses depois como Shōsanmi (terceiro escalão pleno). Em 1235 Michitada foi nomeado Sangi e no início do ano seguinte se tornou Chūnagon. Em 1237 foi classificado como Junii (segundo escalão júnior) e em 1238 como Shōnii (segundo escalão pleno). No início de 1239 Michitada foi nomeado Dainagon cargo que ocupa até 3 de outubro de 1241 quando se afasta por motivo de doença, vindo a ser renomeado em julho de 1244 já no governo do Imperador Go-Saga quando se restabeleceu da doença. 
Em 1248 no governo de Imperador Go-Fukakusa foi nomeado Ukonoe no Taishō (General da ala direita da Guarda do Palácio) e no início de 1250 reconduzido ao cargo de Dainagon e concomitantemente assumiu o cargo de Bettō (reitor) da escola Shōgakuin (escola especial para os membros da família imperial). Michitada veio a falecer no inicio de 1251 aos 35 anos de idade.
| Precedido por Koga Michihira | -- 7º Líder dos Koga (1223 - 1251) | Sucedido por Koga Michimoto |